# Eunidia lubumbashii
Eunidia lubumbashii är en skalbaggsart som beskrevs av Stefan von Breuning 1976. Eunidia lubumbashii ingår i släktet Eunidia och familjen långhorningar. Inga underarter finns listade i Catalogue of Life.